# Er det så svært?
Er det så svært? er en dansk dokumentarfilm fra 1965 instrueret af Ole Berggreen efter eget manuskript.

## Handling
Denne film om den nyudnævnte arbejdsleders problemer er fremstillet for at understrege, at der i samarbejdets interesse bør gives den nye arbejdsleder en rimelig, menneskelig tidsfrist til omstillingen. Når han går fra fællesskabet i arbejdsgruppen over til en ansvarlig stilling som leder, kan der opstå komplikationer over for de tidligere arbejdsfæller og ledelsen. Filmen er tænkt som et oplæg til diskussion, og der er derfor lagt vægt på at vise nogle af de fejl og undladelsessynder, som parterne begår på arbejdspladserne.